# Swen
Swen – imię męskie, pochodzące od staronordyjskiego sveinn – „młody mężczyzna”. Imię to pojawiło się również w Polsce. W 1994 roku w Polsce żyło 6 osób o tym imieniu; najstarsza z nich urodzona w latach 60..
Inne formy w językach skandynawskich: Svein, Svend.
Osoby noszące imię Swen:
- Swen Widłobrody (ur. 950–960, zm. 1014) – król duński i norweski, władca Anglii
- Swen II Estrydsen (ok. 1020, zm. 1074–1076) – król Danii, założyciel dynastii Estrydsenidów
- Swen III Grade (? – 1157) – król duński
- Sven Agge (1925–2004) – szwedzki biathlonista
- Sven Aggesen – kronikarz duński (koniec XII wieku)
- Sven Alkalaj (ur. 1948) – bośniacki polityk i dyplomata, minister spraw zagranicznych Bośni i Hercegowiny
- Sven Andersson (1907–1981) – szwedzki piłkarz i trener
- Sven Andersson (ur. 1963) – piłkarz szwedzki, bramkarz
- Sven Olof Asplund (1902–1984) – szwedzki inżynier konstruktor, profesor i wykładowca na Wydziale Mechaniki Budowy na Uniwersytecie Technologicznym Chalmers w Göteborgu
- Sven Aström – szwedzki biegacz narciarski uczestniczący w zawodach w latach 20.
- Sven Axbom (1926–2006) – szwedzki piłkarz
- Sven Bender (ur. 1989) – niemiecki piłkarz
- Sven Beuckert (ur. 1973) – niemiecki piłkarz, bramkarz
- Sven-Sören Christophersen (ur. 1985) – niemiecki piłkarz ręczny
- Stanisław Czachorowski, pseudonim Swen (1920–1994) – poeta, prozaik, aktor
- Svend Dahl (1887–1963) – duński historyk książki, bibliotekoznawca i bibliograf
- Sven Davidson (1928–2008) – tenisista szwedzki
- Sven Delblanc (1931–1992) – szwedzki pisarz i literaturoznawca
- Sven Elvestad (1884–1934) – norweski pisarz i dziennikarz
- Sven-Göran Eriksson (ur. 1948) – szwedzki piłkarz i trener piłkarski
- Sven Felski (ur. 1974) – niemiecki hokeista
- Sven Fischer (ur. 1971) – biathlonista niemiecki, mistrz olimpijski, mistrz świata, zdobywca Pucharu Świata
- Sven Forssman (1882–1919) – szwedzki sportowiec, olimpijczyk
- Sven Giegold (ur. 1969) – niemiecki polityk, ekolog i alterglobalista
- Svein Grøndalen (ur. 1955) – piłkarz norweski
- Sven Grossegger (ur. 1987) – austriacki biathlonista
- Sven Habermann (ur. 1961) – kanadyjski piłkarz pochodzenia niemieckiego
- Sven Hamrin (ur. 1941) – szwedzki kolarz szosowy
- Sven Hannawald (ur. 1974) – niemiecki skoczek narciarski
- Sven Hansson – szwedzki biegacz narciarski
- Sven Hassel (ur. 1917) – pisarz, autor książek wojennych
- Sven Hedin (1865–1952) – szwedzki podróżnik i geograf; autor pierwszych szczegółowych map Pamiru, pustyni Takla Makan, Tybetu i Himalajów
- Sven Israelsson (1920–1989) – szwedzki biegacz narciarski, specjalista kombinacji norweskiej
- Svend Aage Jensby (ur. 1940) – duński polityk, działacz partii Venstre, prawnik
- Sven Johansson (1912–1953) – szwedzki kajakarz
- Sven Johansson (1931–2011) – szwedzki hokeista
- Sven Jonasson (1909–1984) – legendarny szwedzki piłkarz
- Svend Karlsen (ur. 1967) – norweski trójboista siłowy, kulturysta i profesjonalny strongman
- Svein Ove Kirkhorn (ur. 1956) – norweski artysta plastyk i projektant odzieży
- Sven Kmetsch (ur. 1970) – niemiecki piłkarz
- Silenoz, właśc. Sven Atle Kopperud (ur. 1977) – norweski gitarzysta, jeden z założycieli zespołu blackmetalowego Dimmu Borgir
- Sven Kramer (ur. 1986) – holenderski łyżwiarz szybki
- Sven Erik Kristiansen, Maniac (ur. 1967) – norweski muzyk, kompozytor, wokalista
- Swen Lagerberg (1672–1746) – szwedzki polityk
- Sven Landberg (1888–1962) – szwedzki sportowiec
- Sven-Gunnar Larsson (ur. 1940) – szwedzki piłkarz, bramkarz
- Sven Lindman (ur. 1942) – szwedzki piłkarz
- Sven Lindqvist (ur. 1932) – szwedzki dziennikarz, doktor historii literatury Uniwersytetu Sztokholmskiego
- Sven Otto Littorin (ur. 1966) – szwedzki polityk, minister pracy
- Sven-Åke Lundbäck (ur. 1948) – szwedzki biegacz narciarski
- Sven Meinhardt (ur. 1971) – niemiecki hokeista na trawie
- Sven Mikser (ur. 1973) – estoński polityk i filolog, minister obrony
- Sven Müller (ur. 1980) – niemiecki piłkarz
- Sven Müller (ur. 1992) – kierowca wyścigowy
- Svein Nyhus (ur. 1962) – norweski ilustrator i autor książek dla dzieci
- Sven Nykvist (1922–2006) – szwedzki operator filmowy, stale współpracował z Ingmarem Bergmanem
- Sven Nylander (ur. 1962) – szwedzki lekkoatleta specjalizujący się w biegach płotkarskich
- Sven Nys (ur. 1976) – belgijski kolarz przełajowy
- Sven-Erik Olsson (1923–1985) – szwedzki ochotnik Waffen-SS podczas II wojny światowej
- Olof Palme, właśc. Sven Olof Joachim Palme (1927–1986) – premier Szwecji, przewodniczący Szwedzkiej Socjaldemokratycznej Partii Robotniczej
- Sven Paris (ur. 1980) – włoski bokser
- Svend Aage Rask (ur. 1935) – piłkarz duński
- Sven Regener (ur. 1961) – niemiecki muzyk rockowy i pisarz
- Sven Riederer (ur. 1981) – szwajcarski triathlonista
- Sven Riemann (ur. 1967) – niemiecki aktor teatralny i telewizyjny
- Svein Urban Ringstad (ur. 1985) – norweski wioślarz
- Sven Rydell (1905–1975) – piłkarz reprezentacji Szwecji
- Sven Schmid (ur. 1978) – niemiecki szpadzista
- Sven Selånger (1907–1992) – szwedzki skoczek narciarski i dwuboista
- Sven-Ivar Seldinger (1921–1998) – szwedzki radiolog, który zrewolucjonizował angiografię
- Sven-Olov Sjödelius (ur. 1933) – szwedzki kajakarz
- Sven Jonas Stille (1805–1839) – szwedzki lekarz, ochotnik w powstaniu listopadowym
- Svenn Stray (1922–2012) – norweski polityk
- Swen Swenson (1932–1993) – broadwayowski tancerz, wokalista i aktor
- Sven Thofelt (1904–1983) – szwedzki szermierz, pięcioboista nowoczesny
- Sven-Ole Thorsen (ur. 1944) – duński aktor, kaskader i kulturysta
- Svein Tuft (ur. 1977) – kanadyjski kolarz szosowy i torowy
- Sven Ulreich (ur. 1988) – niemiecki piłkarz, bramkarz
- Sven Unger (ur. 1974) – niemiecki snowboardzista
- Sven Utterström (1901–1979) – szwedzki biegacz narciarski
- Sven Vabar (ur. 1977) – estoński pisarz, krytyk literacki
- Sven Väth – niemiecki DJ oraz producent muzyczny
- Sven Vermant (ur. 1973) – piłkarz belgijski
- Svend Wad (ur. 1928) – duński bokser
- Sven Wingquist (1876–1953) – szwedzki inżynier, wynalazca, przemysłowiec, współtwórca współczesnej konstrukcji i technologii produkcji łożysk tocznych